# Lemur severní
Lemur severní (Lepilemur septentrionalis) patří mezi nejmenší druhy z rodu Lepilemur. Tento noční lemur, madagaskarský endemit, je považován za jeden z nejohroženějších druhů primátů.

## Rozšíření
Druh obývá zbývající fragmenty listnatého lesa v severní části ostrova Madagaskaru. Nevelké lesní plochy se rozkládají severně od řeky Irodo, na úpatí hory Andrahona, ve vzdálenosti asi 30 km od města Antsiranana (dříve Diego Suarez). Lemuři severní byli pozorováni v nadmořské výšce do 800 m.

## Popis
Tyto poloopice mívají tělo (i s hlavou) dlouhé asi 28 cm, ocas 25 cm a váží 7 až 8 kg. Srst mají zbarvenou šedohnědě, nejtmavší jsou na hlavě, kde začíná tmavě hnědý pruh vedoucí po zádech, ocas má světlou špičku a dolní část těla mají šedou. Dlouhé a silné zadní nohy jim usnadňují skákání po stromech. Na spodní straně obou párů končetin mají měkké polštářky, které zlepšují uchopení za větve. Dopředu směřující velké oči umožňují binokulární vidění, uši jsou poměrně malé. Mezi samci a samicemi není viditelný rozdíl.

## Chování
Jsou to zvířata stromová a noční, během dne spí v dutinách stromů nebo v husté spleti lián, obvykle ve výšce 6 až 8 m nad zemí. Často odpočívají ve svislé poloze přitisknutí ke kmeni a jsou připraveni při ohrožení z této pozice odskočit. Skákání je jejich hlavním způsobem pohybu, protože skáčou ze stromu na strom a jejich postoj připomíná bránícího se boxera, bývají nazývání „severní sportovní lemuři“.
Během roku žijí samci i samice osamoceně, všichni mají svá území, která si značkují pachovými stopami. Samčí území překrývá více území samičích. Ke komunikaci používají dva druhy zvolání, hlasité slouží k oznámení přítomnosti a vymezení územních nároků a druhé syčivé užívají při střetnutí dvou jedinců ve volné přírodě nebo v zajetí.

## Stravování
Výrazní býložravci živící se nepříliš výživnou stravou, žerou listy, květy i plody. Obdobně jako jejich příbuzní požírají svůj trus, ve kterém patrně nacházejí látky, které nedokázali z potravy získat napoprvé.

## Rozmnožování
V období páření si samci stráží svá území, jsou polygamní a páří se s více samicemi. Samice rodí od září do prosince, po 120 až 150 dnech březosti, jednoho potomka kterého asi čtyři měsíce kojí. V té době mládě zůstává v hnízdě když matka odchází za potravou. Odstavené mládě pobývá s matkou až jeden rok, pohlavní dospělosti dosahuje asi v 18 měsících.
Průměrný věk se v přírodě odhaduje na 8, v zajetí na 15 let. Ohrožováni jsou přirozenými predátory jako jsou hadi (např. hroznýš psohlavý), kteří je vybírají z dutin a draví ptáci (sokoli a sovy). Navzdory zákazu je loví pro maso i domorodí obyvatelé.

## Ohrožení
Počet lemurů severních se odhaduje jen na několik stovek jedinců. Lesy ve kterých žijí jsou rozkouskovány těžbou dřeva a stavbou silnic na nevelké plochy. Celá jejich populace je proto rozdělena do spolu se nestýkajících subpopulací, z nichž žádná nečítá více než 50 jedinců. Neustálým kácením lesů, ať již na prodej nebo pro výrobu dřevěného uhlí, se jejich životní prostor stále více a více zmenšuje.
Protože se i nadále předpokládá klesající trend počtu těchto zvířat, byl lemur severní klasifikován Mezinárodním svazem ochrany přírody (IUCN) jako druh kriticky ohrožený (CR).